# Добровольча армія США
Добровольча армія США (англ. U.S. Volunteer Army), також Добровольці Сполучених Штатів (англ. United States Volunteers) — складова армії Сполучених Штатів, військові добровольці, яких закликали під час війни допомагати армії США, але які набиралися в окремі військові формування від Регулярної армії, так і від міліції.
До моменту прийняття Закону про міліцію 1903 року сухопутні війська США складалися з трьох окремих компонентів:
- Регулярна армія, яка була постійною військовою установою США у мирний та воєнний час.
- Міліція кількох штатів і територій, у разі їхнього призову на службу до Сполучених Штатів.
- Добровольчі сили, які Конгрес США дозволив організувати на обмежений період часу як додаток до Регулярної армії у разі надзвичайних ситуацій.

## Історія
Термін «добровольці» вперше був використаний в Акті від 28 травня 1789 року під час Північно-західної індіанської війни, який уповноважував президента США формувати роти волонтерів, з числа осіб, які добровільно прийшли на військову службу. Ці та подальші закони дозволяли президенту організовувати роти в легіони, полки чи батальйони, а також призначати офіцерів, зокрема командирів. Добровольчі сили наступного разу згадуються під час Квазівійни, коли Акт від 2 березня 1799 р., який уповноважував президента прийняти 28 добровольчих полків, які будуть використовуватися так само, як і міліція; офіцери-добровольці, які призначаються президентом за порадою та згодою Сенату США.
Під час конфлікту з Іспанією в 1803 році президент був уповноважений Актом від 3 березня 1803 року вимагати від кількох штатів організації сил ополчення, включаючи загони добровольців. Проблеми з Великою Британією призвели до Акту від 24 лютого 1807 року та Акту від 30 березня 1808 року, які також уповноважували президента вимагати від кількох штатів організації сил ополчення, включаючи сили добровольців.
Акт від 12 січня 1812 року дозволив президенту створити до шести рот рейнджерів, з числа або добровольців, або солдатів, терміном на один рік, якщо він матиме докази фактичного або загрозливого вторгнення з боку будь-якого племені індіанців. У липні була дозволена додаткова компанія, а в лютому 1813 року ще оголошено про розгортання десяти додаткових рот.
6 лютого 1812 року Конгрес прийняв Акт про добровольчий військовий корпус, який передбачав збільшення чисельності до 50 000 солдатів на службу протягом 12 місяців. Ці сили перебували безпосередньо під контролем федерального уряду, а не керівництва міліції штату.
У 1818 році, під час Першої семінольської війни, генерал Едмунд П. Гейнс уповноважив полковника Девіда Брірлі з 7-го піхотного полку США прийняти на службу індіанців нації крик, здійснити відбір, перевірку та забезпечити, з подальшим направленням до форту Скотт. З індіанців крик було створено окремий полк з 18 ротами, пізніше 28 ротами, які мали офіцерський склад згідно зі статутом армії США. Головний військовий командувач Вільям Макінтош — повний полковник; два вожді Джордж Ловетт і Нобл Кеннард стали майорами. 24 лютого 1818 року 1547 воїнів вступили на службу до Сполучених Штатів і служили до початку травня того ж року. Включно з вождем Оніром Хауджо та 75 воїнами, зібраними на службу 8 грудня 1817 року, уся волонтерська сила криків налічувала 1613 осіб.
Під час війни Чорного Яструба армії США не вистачало кавалерії через скорочення армії після війни 1812 року. Наприкінці 1831 року сенатор Томас Гарт Бентон з Міссурі запропонував законопроект, який уповноважував президента Джексона організувати загін кінних рейнджерів з добровольців для оборони кордону. Початок війни Чорного Яструба означав, що законопроект був негайно прийнятий обома палатами Конгресу. 600 кінних рейнджерів мали бути зараховані терміном на один рік.
На початку війни у Флориді або Другої семінольської війни Конгрес у 1836 році дозволив президенту прийняти на службу 10 000 добровольців. Конгрес постановив, що добровольці повинні служити або в піхоті, або в кавалерії протягом шести або дванадцяти місяців, забезпечуючи свій власний одяг і своїх коней, якщо вони служать у кавалерії. Озброєння та обладнання надавав федеральний уряд. Офіцери повинні були призначатися відповідно до законів штатів або територій, у яких створювалися добровольчі загони.
Грошове утримання та інші винагороди для добровольців на федеральній службі передбачали, що добровольці та міліція, що перебувають на федеральній службі отримуватимуть таку ж щомісячну платню, пайки, одяг або гроші замість одягу, фураж і дорожні кошти, що й кадрові військовослужбовці армії США. Вони також мали б таке ж табірне спорядження, що й регулярна армія. Офіцерам і кавалеристам платили 40 центів на день за користування приватними кіньми та їх ризик. Добова плата за коней у 40 центів — значна сума — робила кавалерію дуже дорогою. Крім того, уряд повинен був заплатити за коней, які загинули через брак корму. Близько половини добровольців, які служили у Флориді, були кавалеристи. Загалом близько 10 000 регулярних і до 30 000 добровольців короткий термін служили у Другій семінольській війні.
Війна з Мексикою призвела до заміни системи міліції — «великого оплоту національної оборони» — системою добровольців, що стало серйозною зміною в національній військовій політиці США. Якщо основна частина солдатів у війні 1812 року походила з ополчення, то для мексиканської війни США мобілізували 116 000 солдатів, з яких 42 000 служили в регулярній армії, 13 000 — в ополченні та 61 000 — у добровольцях. З числа добровольців лише близько 30 000 брали участь у діях у Мексиці.
Після зіткнення за форт Самтер у середині квітня 1861 року президент Лінкольн закликав 75 000 осіб з числа міліції штатів на службу протягом трьох місяців. Незабаром він виявив, що цієї кількості солдатів недостатньо для придушення заколоту і закликав 42 034 добровольці служити протягом трьох років. 22 липня 1861 року Конгрес уповноважив президента прийняти 500 000 добровольців на службу на період від шести місяців до трьох років. Через три дні ще 500 тисяч волонтерів було дозволено прийняти до лав армії на три роки. На початку 1862 року Конгрес заборонив приймати волонтерів на термін менше трьох років. На початку липня 1862 року президент закликав губернаторів лояльних штатів залучити 300 000 добровольців на три роки. Через два тижні, змінивши попередню політику дозволу лише на довгострокову волонтерську службу, Конгрес дозволив залучити 100 000 добровольців на дев'ять місяців. У серпні 1862 року президент наказав призвати 300 000 людей з числа міліції. Переважна більшість особового складу армії Союзу були добровольцями; з 2 200 000 солдатів Союзу, які брали участь у війні, близько 2 % були призовниками, а ще 6 % були замінниками, оплачуваними призовниками.
Незабаром після оголошення Іспансько-американської війни президент закликав і негайно прийняв 125 000 добровольців до лав армії. Невдовзі був ще один заклик для набору 75 000 волонтерів. Організація Добровольчої армії відбувалася шляхом мобілізації існуючих частин організованого державного ополчення.
Востаннє добровольчі формування було створено за часи сумнозвісної філіппінсько-американської війни. Понад 120 000 регулярних солдатів і солдатів-добровольців служили на Філіппінах. Не більше 1000 солдатів було вбито в бою або померло від ран, ще 3000 солдатів померли від хвороб, а 3000 було поранено, але вижило після поранення.